# Barranc de Dellui
El Barranc de Dellui és un barranc que discorre dins del terme municipal de la Vall de Boí, a la comarca de l'Alta Ribagorça, i dins el Parc Nacional d'Aigüestortes i Estany de Sant Maurici.
El nom «podria derivar del basc ote-ili-oi. Ote vol dir argelaga. Aquesta vall és més feréstega que les veïnes, té menys bosc i molts menys pasturatges. Potser d'aquí li ve el nom. Ili vol dir poble i en aquesta vall no n'hi ha hagut mai cap, però potser aquí ili és un element basc diferent».
És afluent per l'esquerra del Riu de Sant Nicolau. Té el naixement a 2.308 metres, en el més septentrional dels Estanyets de Dellui. Baixa direcció oest primer, i gira cap al nord-oest en terreny boscos de forta pendent, per desaiguar en la zona del Pletiu de les Crabes, a l'extrem sud del Planell Gran.